# Catálogo de Abell
O Catálogo de Abell de aglomerados ricos de galáxias é um catálogo de "todo" o céu que contém 4073 aglomerados ricos de galáxias com desvio para o vermelho do nominal z ≤ 0.2. Este catálogo une uma revisão do catálogo original "Levantamento Boreal" (Northern Survey) de George Ogden Abell, de 1958, que continha somente 2712 aglomerados, com mais 1361 aglomerados – o "Levantamento Austral" (Southern Survey) de 1989 – daquelas partes do hemisfério sul celeste que foram omitidas do primeiro levantamento.

## O levantamento boreal
O catálogo original de 2712 aglomerados ricos de galáxias foi publicado em 1958 por George Ogden Abell (1927-83), que à época estudava no California Institute of Technology. O catálogo, que compôs parte da tese de doutorado de Abell, foi construído por inspeção visual das placas 103a-E, obtidas no vermelho, do levantamento Palomar Sky Survey (POSS), do qual Abell era um dos principais observadores. Albert G. Wilson, outro dos principais observadores, auxiliou Abell nos estágios iniciais do levantamento mediante a inspeção rotineira das placas que eles obtinham. Após o término do levantamento, Abell retomou inspecionou as placas anda mais detalhadamente. Ambas as inspeções foram realizadas com uma lente de aumento de 3.5x.

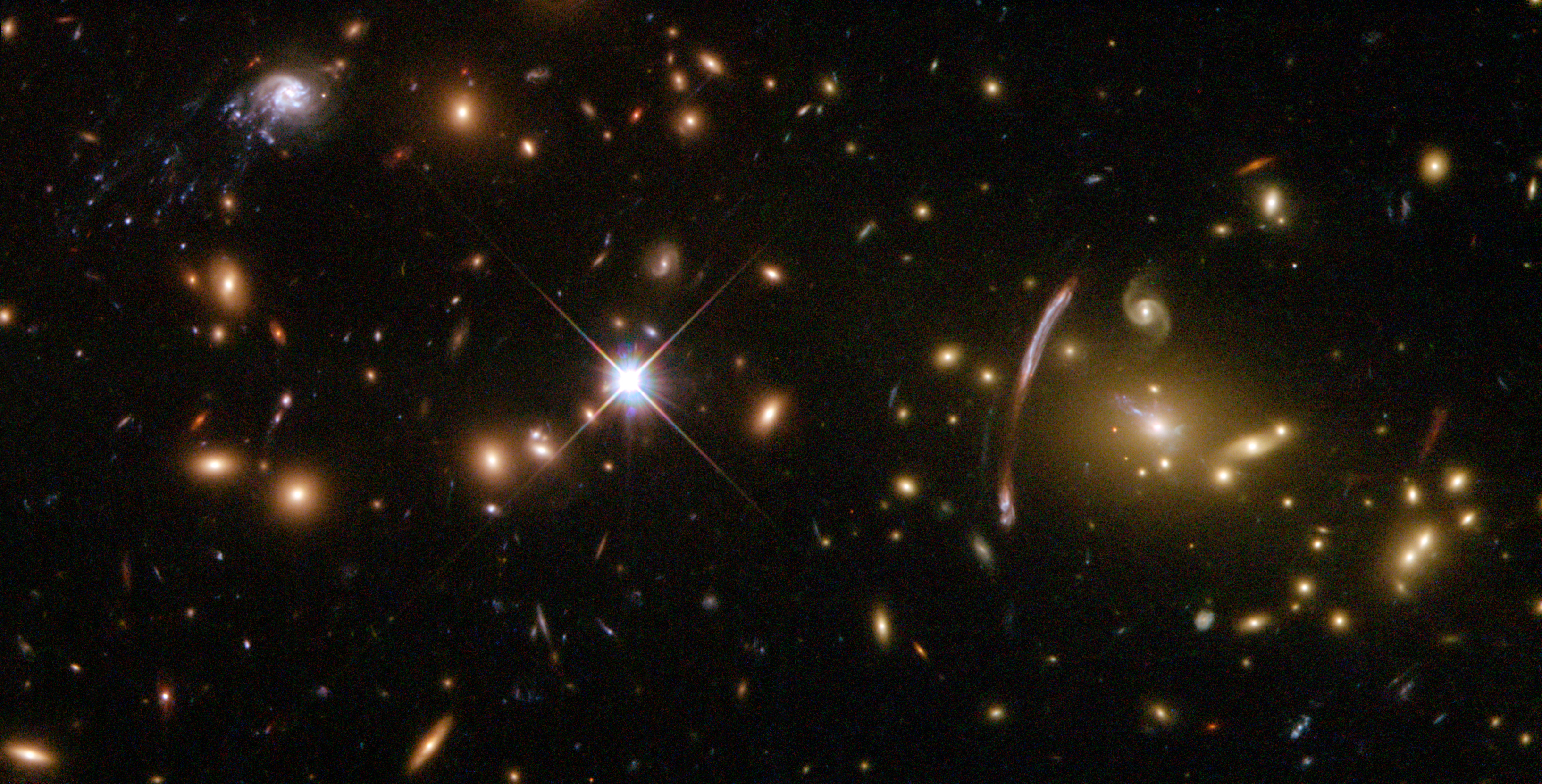
Aglomerado de galáxias Abell 2667, em imagem obtida pelo Telescópio Espacial Hubble

Para figurar no catálogo, um aglomerado deve satisfazer quatro critérios:
- Riqueza: um aglomerado deve ter pelo menos 50 membros em uma faixa de magnitude entre m3 e m3+2 (onde m3 é a magnitude do terceiro membro mais brilhante do aglomerado). Abell dividiu os aglomerados de acordo com seis grupos de riqueza, dependendo do número de galáxias do aglomerado que têm magnitude entre m3 e m3+2:
  - Grupo 0: 30-49 galáxias
  - Grupo 1: 50-79 galáxias
  - Grupo 2: 80-129 galáxias
  - Grupo 3: 130-199 galáxias
  - Grupo 4: 200-299 galáxias
  - Grupo 5: mais que 299 galáxias

- Compacidade: um aglomerado deve ser suficientemente compacto tal que cinquenta ou mais de seus membros estejam dentro de um "raio de contagem" a partir do centro do aglomerado. Este raio, atualmente chamado "raio de Abell" é definido como 1.72/z minutos de arco, onde z é o desvio para o vermelho do aglomerado, ou como 1.5h−1 Mpc, onde se adota que a constante de Hubble valha H0 = 100 km s−1 Mpc−1, e h é um parâmetro adimensional que usualmente toma valores entre 0.5 e 1. O valor preciso do raio de Abell depende do valor adotado para o parâmetro h. Para h = 0.75 (o mesmo que considerar H0 = 75 km s−1 Mpc−1), o raio de Abell vale 2 Mpc.
- Distância: um aglomerado deve ter desvio para o vermelho nominal entre 0.02 e 0.2 (i.e. velocidade de recessão entre 6000 e 60000 km s−1).
- Latitude galáctica: Áreas do céu na vizinhança da Via Láctea foram excluídas do estudo porque a densidade estelar nesses campos — sem mencionar a extinção interestelar — dificulta a identificação de aglomerados ricos de galáxias.

No catálogo originalmente publicado, os aglomerados foram listados em ordem crescente de ascensão reta.

## O Levantamento Austral
A cobertura do céu do catálogo de 1958 catálogo era limitada a declinações ao norte de –27°, que era o limite austral do POSS. Para corrigir este e outros problemas, o catálogo original foi posteriormente revisado em complementado por um catálogo adicional – o "Levantamento Austral" – de aglomerados ricos de galáxias.
O Levantamento Austral juntou mais 1361 aglomerados ricos à estatística de aglomerados Abell. As placas profundas IIIa-J do Southern Sky Survey (SSS) foram usadas no levantamento. Estas placas fotográficas foram obtidas com o telescópio Schmidt de 1.2 m do Reino Unido, localizado no Observatório de Siding Spring, Austrália, na década de 1970.

## Nomenclatura
A nomenclatura padrão usada para referenciar-se ao aglomerados Abell é: Abell X, onde X varia de 1 a 4076. Ex: Abell 1656.
Nomenclaturas alternativas incluem: ABCG 1656, AC 1656, ACO 1656, A 1656 e A1656. Abell mesmo preferia esta última, mas, recentemente, ACO 1656 tornou-se a forma mais usada por astrônomos profissionais e é a forma recomendada pelo Centre de données astronomiques de Strasbourg.

## Membros
Alguns aglomerados interessantes do catálogo de Abell são:
- A426, o aglomerado de Perseus
- A1367, o aglomerado de Leo
- A1656, o aglomerado de Coma
- A2151, o Aglomerado de Hércules
- A3526, o aglomerado de Centaurus
- Abell 1689
- Abell 2029

Cerca de 10% os aglomerados Abell com desvio para o vermelho z < 0.1 não são aglomerados ricos reais, mas sim o resultado da superposição de agrupamentos mais esparsos ao longo da linha de visada.
Para uma lista mais completa: Lista de aglomerados Abell